# Цистатін B
Цистатін B (англ. Cystatin B) – білок, який кодується геном CSTB, розташованим у людей на короткому плечі 21-ї хромосоми.  Довжина поліпептидного ланцюга білка становить 98 амінокислот, а молекулярна маса — 11 140.
| 10         |  | 20         |  | 30         |  | 40         |  | 50         |
| ---------- |  | ---------- |  | ---------- |  | ---------- |  | ---------- |
| MMCGAPSATQ |  | PATAETQHIA |  | DQVRSQLEEK |  | ENKKFPVFKA |  | VSFKSQVVAG |
| TNYFIKVHVG |  | DEDFVHLRVF |  | QSLPHENKPL |  | TLSNYQTNKA |  | KHDELTYF   |

A: Аланін

C: Цистеїн

D: Аспарагінова кислота

E: Глутамінова кислота

F: Фенілаланін

G: Гліцин

H: Гістидин

I: Ізолейцин

K: Лізин

L: Лейцин

M: Метіонін

N: Аспарагін

P: Пролін

Q: Глутамін

R: Аргінін

S: Серин

T: Треонін

V: Валін

Цей білок за функціями належить до інгібіторів протеаз, інгібітор тіолових протеаз. 
Локалізований у цитоплазмі, ядрі.